# Scotophaeus cecileae
Scotophaeus cecileae är en spindelart som beskrevs av Alberto Barrion och James A. Litsinger 1995. Scotophaeus cecileae ingår i släktet Scotophaeus och familjen plattbuksspindlar.
Artens utbredningsområde är Filippinerna. Inga underarter finns listade i Catalogue of Life.